# Даниловская возвышенность
Дани́ловская возвы́шенность — возвышенность на северо-востоке Ярославской области и юге Вологодской области.
Высота 150—200 м, наибольшая высота — 252 м (Шуйская гора). Холмистый и пологоволнистый рельеф. Долинно-овражнобалочная сеть развита.
В основании красные глины с прослоями мергелей и песков, перекрытыми мореной и покровными суглинками.
Елово-берёзовые леса, на севере — еловые леса на дерново-подзолистых почвах. Поля чередуются с лесами и перелесками, болотами и оврагами. В ложбинах и оврагах протекают многочисленные ручьи и речки.